# Kustlandsvägen

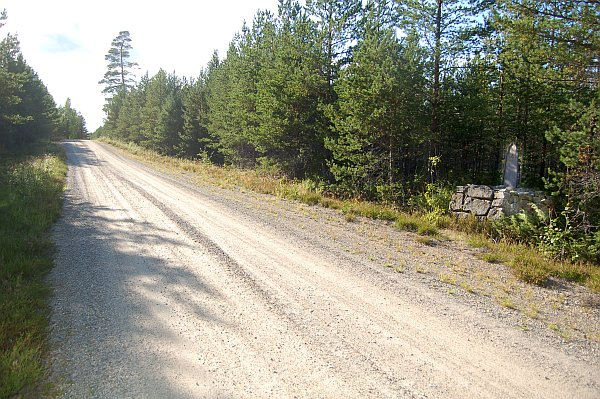
Gamla Kustlandsvägen norr om Sävar.

Kustlandsvägen eller Norrstigen var den gamla landsvägen efter Norrlandskusten, från Torneå ner till Gävle (-Stockholm).
Norrstigen, föregångaren till E4, var på medeltiden mestadels en ridväg. Under seklerna förbättrades den bitvis, och på 1600-talet fick den status som landsväg. Den kom senare att alltmer kallas för Kustlandsvägen.
Spår efter den gamla vägen finns kvar längs hela Norrlandskusten, i form av kurviga småvägar eller halvt igenväxta skogsvägar, ofta kantade av milstolpar.